# Кентърбърийски разкази (филм)
„Кентърбърийски разкази“ (на италиански: I racconti di Canterbury) е италиански филм от 1972 година, на режисьора Пиер Паоло Пазолини по негов собствен сценарий. Това е вторият филм от трилогия на Пазолини, включваща още „Декамерон“ („Il Decameron“, 1971) и „Цветът на Хиляда и една нощ“ („Il fiore delle mille e una notte“, 1974).

## Сюжет
Сюжетът е базиран на осем от 24-те приказки в сборника „Кентърбърийски разкази“ на Джефри Чосър. Съдържа изобилие от голота, секс и клоунада хумор. Много от тези сцени са налични в оригинала, но някои от тях са собствени допълнения на Пазолини.

## В ролите
| Изпълнител          | Роля                      |
| ------------------- | ------------------------- |
| Хю Грифит           | Сър Януари                |
| Лаура Бети          | Съпругата на Бат          |
| Нинето Даволи       | Перкин                    |
| Франко Чити         | Дяволът                   |
| Джозефин Чаплин     | Мей                       |
| Алън Уеб            | Стареца                   |
| Пиер Паоло Пазолини | Джефри Чосър              |
| Джени Рънакър       | Алисън                    |
| Том Бейкър          | Дженкин                   |
| Робин Аскуит        | Ръфъс                     |
| Майкъл Белфор       | Джон дърводелеца          |
| Върнан Добчеф       | Франклин                  |
| Дерек Дедмън        | Продавачът на индулгенции |
| Ейдриън Стрийт      | Боеца                     |
| Николас Смит        | Монахът                   |

## Награди и Номинации
„Кентърбърийски разкази“ печели голямата награда „Златна мечка“ на 22-рия кинофестивал Берлинския международен филмов фестивал.